# تاشا وليامز
تاشا وليامز (بالإنجليزية: Tasha Williams) هي منافسة ألعاب القوى نيوزيلندية، ولدت في 31 يوليو 1973 في دنيدن في نيوزيلندا.

## وصلات خارجية
- تاشا وليامز على موقع الاتحاد الدولي لألعاب القوى (الإنجليزية)
- تاشا وليامز على موقع اللجنة الأولمبية الدولية (الإنجليزية)
- تاشا وليامز على موقع أوليمبيديا (الإنجليزية)
- تاشا وليامز على موقع اللجنة الأولمبية النيوزيلندية (الإنجليزية)